# Cantone di Gap-Sud-Ovest
Il Cantone di Gap-Sud-Ovest era una divisione amministrativa dell'arrondissement di Gap.
A seguito della riforma approvata con decreto del 20 febbraio 2014, che ha avuto attuazione dopo le elezioni dipartimentali del 2015, è stato soppresso.

## Composizione
Comprendeva parte della città di Gap.